# Mohcine El Kouraji
Mohcine El Kouraji (Marrakesh, 1 december 1997) is een Marokkaans voormalig weg- en baanwielrenner.

## Carrière
In februari 2015 werd El Kouraji samen met Abdelilah Radif, El Mehdi Chokri en El Houcaine Sebbahi tweede op het Afrikaans juniorenkampioenschap ploegentijdrijden. Vier maanden later won hij de nationale tijdrittitel door het twintig kilometer lange parcours in en rond Ifrane sneller af te leggen dan Radouane Zakkour. Aan het eind van het seizoen nam hij deel aan het wereldkampioenschap.
In februari 2016 nam El Kouraji, op zijn achttiende, voor de eerste maal deel aan de Afrikaanse kampioenschappen baanwielrennen. Hier won hij drie gouden medailles. In maart nam hij deel aan de Ronde van Marokko. In het algemeen klassement eindigde hij op de achtste plek, met ruim een minuut achterstand op winnaar Stefan Schumacher. Hierdoor schreef hij wel het jongerenklassement op zijn naam. In juli werd El Kouraji achter Soufiane Haddi en Mouhssine Lahsaini derde op het nationaal kampioenschap tijdrijden. In de openingsetappe van de Ronde van Ivoorkust eindigde hij op de tweede plaats. Na een nieuwe tweede plaats in de vierde etappe nam hij de leiding in het algemeen klassement over van Abderrahim Zahiri. Zijn positie wist hij in de overige drie etappes te verdedigen, waardoor hij zowel het eind- als het jongerenklassement op zijn palmares mocht bijschrijven.

## Baanwielrennen

### Palmares
| Jaar | MK | AK | WK | Overig |
| ---- | -- | --- | -- | ------ |
| 2016 |    | achtervolging · ploegenachtervolging · scratch                                                                   |    |        |
| 2017 |    | |    |        |
| 2018 |    | achtervolging · ploegenachtervolging · teamsprint                                                                |    |        |
| 2019 |    | |    |        |
| 2020 |    | |    |        |
| 2021 |    | puntenkoers · achtervolging · ploegenachtervolging · 4e teamsprint · 6e scratch · 8e 1km tijdrit · 8e afvalkoers |    |        |
| 2022 |    | ploegenachtervolging · achtervolging · 4e afvalkoers · 4e puntenkoers · 8e scratch                               |    |        |

## Wegwielrennen

### Overwinningen
2015
 Marokkaans kampioen tijdrijden, Junioren
2016
Jongerenklassement Ronde van Marokko
Eind- en jongerenklassement Ronde van Ivoorkust
2023
Eindklassement Ronde van Kameroen
 Pan-Arabisch kampioen tijdrijden, Elite
2024
1e en 5e etappe Ronde van Burkina Faso
Eindklassement Ronde van Burkina Faso

### Resultaten in voornaamste wedstrijden
|      | \| Jaar \| \| WK op de weg \| \| ---- \| \| ------------ \| \| 2023 \| \| opgave \| |              |
| Jaar |                                                                                     | WK op de weg |
| 2023 |                                                                                     | opgave       |